# Campionat del Món de motocròs femení
|  | «WMX» redirigeix aquí. Vegeu-ne altres significats a «Campionat AMA de motocròs». |

El Campionat del Món de motocròs femení (oficialment: FIM Women's Motocross World Championship, abreujat WMX) és la màxima competició internacional de motocròs femení. El campionat va néixer com a Copa del Món el 2005 i el 2008 fou rebatejat com a "Campionat del Món". Abans de la instauració de la Copa el 2005 ja s'havien disputat algunes edicions d'allò que hom podria considerar un "campionat del món oficiós" de motocròs femení, tot i que sense cap reconeixement de la FIM i basat en una única cursa anual, la qual es disputava normalment als Estats Units.

## Reglament
Les motocicletes de les participants han de complir els requeriments de la classe MX2, és a dir, han d'estar equipades amb un motor de dos temps fins a 125 cc o bé un motor de quatre temps fins a 250 cc.

### Grans Premis
La reformulació de les tres classes històriques del mundial que s'aplicà el 2004 va provocar canvis també en l'estructura dels Grans Premis. Des de la dècada del 1990, la situació inicial havia anat variant i s'havia passat dels primers Grans Premis especialitzats en cilindrades (cadascun se centrava en una de les tres, 125, 250 o 500cc), als darrers Grans Premis "triples", on el mateix dia s'hi corrien les mànegues de totes tres cilindrades. Amb l'entrada en vigor de les noves classes, als Grans Premis s'hi van passar a córrer dues mànegues de les dues principals (MX1 i MX2) el mateix dia, mentre que l'altra, MX3, restà segregada i passà a tenir el seu propi calendari, amb Grans Premis específics en dates i circuits diferents.
Del 2005 al 2010, les curses del Campionat del Món femení formaven part d'alguns Grans Premis de MX1 i MX2. Del 2011 al 2013, passaren a fer-ho dels de MX3. Quan aquesta categoria fou discontinuada, s'aprofità per a potenciar el mundial femení i les seves curses es tornaren a incorporar als Grans Premis de MXGP -l'antiga MX1- i MX2. Actualment, tots els Grans Premis de motocròs programen dues mànegues de MXGP i dues de MX2, i només alguns en programen dues més de WMX. En aquesta categoria, les mànegues duren 20 minuts més dues voltes, en comptes dels 30 minuts més dues voltes que duren les de MXGP i MX2.

## Llista de campiones
A 20 de novembre de 2024
| Any  | Campiona         | Motocicleta |
| ---- | ---------------- | ----------- |
| 2005 | Stephanie Laier  | KTM         |
| 2006 | Katherine Prumm  | Kawasaki    |
| 2007 | Katherine Prumm  | Kawasaki    |
|      |                  |             |
| 2008 | Livia Lancelot   | Kawasaki    |
| 2009 | Stephanie Laier  | KTM         |
| 2010 | Stephanie Laier  | KTM         |
| 2011 | Stephanie Laier  | KTM         |
| 2012 | Kiara Fontanesi  | Yamaha      |
| 2013 | Kiara Fontanesi  | Yamaha      |
| 2014 | Kiara Fontanesi  | Yamaha      |
| 2015 | Kiara Fontanesi  | Yamaha      |
| 2016 | Livia Lancelot   | Kawasaki    |
| 2017 | Kiara Fontanesi  | Yamaha      |
| 2018 | Kiara Fontanesi  | Yamaha      |
| 2019 | Courtney Duncan  | Kawasaki    |
| 2020 | Courtney Duncan  | Kawasaki    |
| 2021 | Courtney Duncan  | Kawasaki    |
| 2022 | Nancy van de Ven | Yamaha      |
| 2023 | Courtney Duncan  | Kawasaki    |
| 2024 | Lotte van Drunen | Yamaha      |

1. ↑  Primera edició com a Campionat del Món.

## Estadístiques
S'han considerat tots resultats a partir del 2005.

### Campiones múltiples
| Pilot           | Títols |
| --------------- | ------ |
| Kiara Fontanesi | 6      |
| Stephanie Laier | 4      |
| Courtney Duncan | 4      |
| Katherine Prumm | 2      |
| Livia Lancelot  | 2      |

### Títols per nacionalitat
| País          | Total |
| ------------- | ----- |
| Itàlia        | 6     |
| Nova Zelanda  | 6     |
| Alemanya      | 4     |
| França        | 2     |
| Països Baixos | 2     |
| Total         | 20    |

### Títols per marca
| Marca    | Títols |
| -------- | ------ |
| Kawasaki | 8      |
| Yamaha   | 8      |
| KTM      | 4      |
| Total    | 20     |

1. ↑  S'ha comptabilitzat la marca de la motocicleta amb què la campiona guanyà el títol aquell any.